# Lord Nelsons letzte Liebe
Lord Nelsons letzte Liebe (Originaltitel: That Hamilton Woman) ist ein britisches Filmdrama von Regisseur Alexander Korda aus dem Jahr 1941 über das Leben von Emma Hamilton (1765–1815), der eigentlichen Lebensgefährtin von Admiral H. Nelson, der heute vor allem als Sieger der Seeschlacht gegen Napoleon (Trafalgar, 1805) bekannt ist. Der englische Originaltitel geht deutlich auf die vielfach kritisierte Rolle der Emma H. ein: That Hamilton Woman, ebenso die Alternativtitel Lady Hamilton und The Enchantress. In den Hauptrollen agieren Vivien Leigh und Laurence Olivier sowie Alan Mowbray.
Der in Schwarzweiß mit üppiger Ausstattung gedrehte Film ist zeitentsprechend auch als ein die Kriegsmoral der Briten fördernder Film zu verstehen.

## Handlung
Bereits zu Beginn des Films wird das Ende vorweggenommen und die moralische Härte der Mitmenschen thematisiert, die Emma Hamilton und ihr Kind fallenlassen. Das schließt auch die Haltung der von Nelson verlassenen Ehefrau mit ein, die dessen Bitte, dass all sein Besitz an Emma gehen solle, nicht entspricht.
Eine in die Jahre gekommene Bettlerin wird Anfang des 19. Jahrhunderts beim Diebstahl einer Flasche Wein verhaftet. Einer Stadtstreicherin erzählt sie sodann im Gefängnis ihre Lebensgeschichte:
Um ihren Liebhaber Charles zu heiraten, fuhr Emma seinerzeit von London nach Neapel, um dort bei Charles’ Onkel zu wohnen, dem britischen Botschafter in Italien, Sir William Hamilton. Dieser erklärte Emma, dass sie seinen Neffen Charles aufgrund ihrer Vergangenheit als Tänzerin nicht heiraten könne. Stattdessen bot er ihr an, seine Frau zu werden. Zögernd und gekränkt willigte Emma ein.
Eines Tages erschien der spätere Admiral Nelson als noch junger Kapitän in der Botschaft. Er informierte den Botschafter, dass Napoleon zusammen mit Spanien England den Krieg erklärt habe. Nelson wollte im Auftrag der Admiralität beim neapolitanischen König, der mit England verbündet war, um Truppenunterstützung bitten. Sir William erklärte ihm, dass es einige Tage bis zu einer Audienz beim König dauern könne. Emma, die alles mit angehört hatte, vermittelte dem ungeduldigen Nelson eine sofortige Audienz bei der Königin, die – ihrer Aussage nach – der „eigentliche König“ von Neapel sei.
Nelson bekam seine Truppen und erlag nebenbei dem Charme Emmas. Einige Jahre später kehrte Nelson als Held der Schlacht am Nil einarmig nach Neapel zurück. Emma kümmerte sich um die weitere medizinische Versorgung des Verletzten. So kam es zu einem Verhältnis der verheirateten Lady Hamilton mit Nelson, der seine Frau Fanny verließ und mit der Duldung Sir Williams, aber der Missbilligung der Admiralität, mit Emma zusammenlebte.
Nach der Schlacht von Trafalgar, bei der Nelson den Tod fand, bekam Emma Hamilton die Todesnachricht als sehr gebrochene Siegesmeldung überbracht. Im Rückblick wurde noch einmal Nelsons Aufforderung an die Flotte vor der Schlacht, dass jeder Mann seine Pflicht für England zu erfüllen habe, als Flaggensignal eindrucksvoll gezeigt.

## Hintergrund
In Deutschland wurde der Film erst im Nachkriegsdeutschland am 26. August 1950 uraufgeführt. Diese Fassung ist gegenüber dem Original um 30 Minuten gekürzt.
Winston Churchill soll den Film sehr viele Male gesehen haben. Er war ein hobbymäßiger Drehbuchautor. Für diesen Film überarbeitete er zweimal Teile von Nelsons Text als Propaganda gegen Deutschland, das sich mit England zum Zeitpunkt der Filmproduktion im Kriegszustand befand.
Der Film sorgte auch wegen der Parallelen zum Privatleben der Hauptdarsteller Vivien Leigh und Laurence Olivier für Aufsehen. Leigh hatte ihren Ehemann wegen des ebenfalls verheirateten Olivier verlassen; kurz vor den Dreharbeiten zu Lady Hamilton heirateten die beiden.

## Kritiken
Der film-dienst bezeichnete Lord Nelsons letzte Liebe als einen „aufwendig inszenierten Ausstattungsfilm von beachtlichem (auch historischem) Format“ sowie als „großes romantisches Unterhaltungskino“.

## Auszeichnungen
Bei der Oscarverleihung 1942 wurde der Film in der Kategorie Bester Ton (Jack Whitney) mit dem Oscar ausgezeichnet. Weitere Nominierungen gab es in den Kategorien Beste Kamera (Rudolph Maté), Bestes Szenenbild – Schwarzweiß (Vincent Korda, Julia Heron) und Beste visuelle Effekte (Lawrence W. Butler, William H. Wilmarth).

## Deutsche Fassung
Eine erste deutsche Synchronfassung entstand 1949 bei der Deutschen London Film in Hamburg. Das Dialogbuch schrieb Melanie Berger, die Dialogregie führte Hans F. Wilhelm. Eine zweite Synchronbearbeitung wurde 1963 von der RIVA Synchron in München nach dem Dialogbuch von John Pauls-Harding realisiert, der auch die Dialogregie übernahm.
| Rolle                  | Darsteller       | Synchronsprecher 1949 | Synchronsprecher 1963 |
| ---------------------- | ---------------- | --------------------- | --------------------- |
| Lady Emma Hamilton     | Vivien Leigh     | Viktoria von Ballasko | Rosemarie Fendel      |
| Admiral Horatio Nelson | Laurence Olivier | Carl Raddatz          | Erik Schumann         |
| Sir William Hamilton   | Alan Mowbray     | Werner Pledath        | Thomas Reiner         |
| Lady Frances Nelson    | Gladys Cooper    |                       | Ingeborg Grunewald    |
| Mrs. Cadogan-Lyon      | Sara Allgood     |                       | Alice Franz           |
| Captain Thomas Hardy   | Henry Wilcoxon   | Franz Nicklisch       | Wolfgang Weiser       |
| Rev. Edmund Nelson     | Halliwell Hobbes | Walter Altenkirch     |                       |
| Lord Spencer           | Gilbert Emery    |                       | Ernst Schlott         |